# AIM-7 Sparrow
O AIM-7 Sparrow é um míssil ar-ar de médio alcance guiado por radar utilizado pela Força Aérea dos EUA, Marinha dos EUA e USMC.

## História
Durante o final da década de 1950 até à década de 1990, o Sparrow (nas suas várias versões e derivações) foi o principal míssil ar-ar do Ocidente a ser utilizado em circunstâncias BVR (Beyond Visual Range).
Em 2008 subsiste ao serviço, embora esteja a ser gradualmente preterido em aplicações aéreas pelo mais moderno AIM-120 AMRAAM. Nas Forças Armadas do Japão, que também empregam o Sparrow, a substituição está a ser feita pelo Mitsubishi AAM-4.
O Sparrow foi utilizado como base para outro míssil superfície-ar, o RIM-7 Sea Sparrow, utilizado pela Marinha dos EUA, e outras marinhas na defesa do espaço áereo dos seus navios.
|  |